# Glehn (Mechernich)
Glehn is een plaats in de Duitse gemeente Mechernich, deelstaat Noordrijn-Westfalen, en telt 500 inwoners.